# West York, Pennsylvania
West York är en ort i York County i delstaten Pennsylvania. Enligt 2010 års folkräkning hade West York 4 617 invånare.